# 차석용
차석용(1953년 6월 9일 ~ )은 대한민국의 기업인이다. 한국P&G, 해태제과식품 사장을 역임했으며, 2005년부터 LG생활건강 대표이사직을 맡고 있었다. 현재는 최초의 여성 임원인 이정애를 2022년에 내정한 채 은퇴하였다.

## 학력
- 1985년 : 인디애나 대학교 로스쿨 수학
- 1983년 : 코넬 대학교 경영대학원 석사(MBA)
- 1981년 : 뉴욕 주립 대학교 빙엄턴 회계학과 졸업, 미국공인회계사 자격 취득
- 1974년 : 경기고등학교 졸업

## 약력
- 2023년 ~ : 휴젤 이사회 의장
- 2023년 ~ : 휴젤 회장
- 2023년 ~ : LG그룹 고문
- 2015년 12월 : 아너 소사이어티 회원
- 2011년 12월 : LG생활건강 부회장
- 2011년 12월 : 더페이스샵 대표이사 부회장
- 2011년 12월 : 코카콜라음료 대표이사 부회장
- 2010년 1월 : 더페이스샵 대표이사 사장
- 2009년 9월 : 2018평창동계올림픽유치위원회 감사
- 2007년 10월 : 코카콜라음료 대표이사 사장
- 2006년 6월 : 한국메세나협의회 이사
- 2004년 12월 : LG생활건강 사장
- 2001년 ~ 2004년 : 해태제과식품 사장
- 1999년 ~ 2001년 : 한국P&G 사장
- 1998년 ~ 1999년 : P&G-쌍용제지 사장
- 1997년 ~ 1998년 : P&G 아시아지역 탬폰 사업부 총괄본부장
- 1996년 ~ 1997년 : P&G 아시아지역 종이제품 총괄 수석재무담당 전무
- 1994년 ~ 1996년 : 필리핀 P&G 이사
- 1985년 : 한국P&G 입사

## 상훈
- 2015년: 매경이코노미 선정 100대 CEO(9년 연속)
- 2014년: 매경이코노미 선정 올해의 CEO
- 2014년: 조선비즈 선정 베스트 CEO
- 2014년: 포춘코리아 선정 올해의 CEO(전문경영인 톱10)
- 2013년: 조선비즈 선정 베스트 CEO
- 2012년: 매경이코노미 선정 올해의 CEO
- 2011년: 아시아머니 한국 최고경영자
- 2010년: 아시아머니 한국 최고경영자
- 2010년: 제44회 납세자의 날 모범 납세자 대통령 표창
- 2009년: 아시아머니 한국 최고경영자
- 2009년: 한국국제경영학회 글로벌 CEO 대상
- 2008년: 제15회 BPW 골드 어워드
- 2003년: 로지스틱스대상 CEO 대상
- 2002년: 국무총리표창
- 1999년: 산업자원부 수출의 탑